# Mimus macdonaldi
Mimus macdonaldi é uma espécie de ave da família Mimidae.
É endémica da Ilha de Española.
Os seus habitats naturais são: florestas secas tropicais ou subtropicais e matagal árido tropical ou subtropical.